# The Alan Parsons Project
A The Alan Parsons Project (vagy egyszerűen csak Alan Parsons Project) angol rockegyüttes volt 1975-től 1990-ig. Alan Parsons alapította. A zenekar progresszív/szimfonikus/art rock zenekarként kezdte pályafutását, később viszont áttértek a kommerszebb pop rock/new wave/soft rock műfajokra. Feloszlásuk után Parsons és Woolfson szóló albumok készítésébe kezdtek. Woolfson 2009-ben elhunyt, 64 éves korában. Dalaik több médiában is feltűntek. 2020-ban Alan Parsons beperelte korábbi üzlettársát, John Regnát azzal az indokkal, hogy engedély nélkül használja a "The Alan Parsons Project" nevet a koncertek reklámozásakor.

## Tagok
- Alan Parsons – zeneszerzés, zongora, gitár (1975–1990)
- Eric Woolfson – zeneszerzés, dalszövegírás, zongora, billentyűk, ének (1975–1987, 1990)

Nevezetes közreműködők
- Andrew Powell – zeneszerzés, billentyűk (1975-1996)
- Philharmonia Orchestra
- Ian Bairnson – gitár (1975–2002)
- David Pack – gitár (1976, 1993, 2004), ének és billentyűk (1993, 2004)
- Richard Cottle – billentyűk, szaxofon (1984–1985)
- David Paton – basszusgitár, ének (1975–1985)
- Stuart Tosh – dob, ütős hangszerek (1975–1978)
- Stuart Elliott – dob, ütős hangszerek (1977–2002)
- Geoff Barradale – ének (1987)
- Phil Kenzie - szaxofon (1978)
- Colin Blunstone – ének (1978–1984)
- Gary Brooker – ének (1985)
- Arthur Brown – ének (1975)
- Lesley Duncan – ének (1979)
- Graham Dye – ének (1985, 1998)
- Dean Ford – ének (1978)
- Dave Terry ("Elmer Gantry") – ének (1980, 1982)
- Jack Harris – ének (1976–1978)
- The Hollies – ének
- John Miles – ének (1976, 1978, 1985, 1987)
- Chris Rainbow – ének (1979–2002)
- Eric Stewart – ének (1993, 1996)
- Peter Straker – ének (1977)
- Clare Torry – ének (1979)
- Dave Townsend – ének (1977, 1979)
- Lenny Zakatek – ének (1977–1987)
- The English Chorale – kórus (1976, 1977, 1982, 1987)

## Diszkográfia
- Tales of Mystery and Imagination (1976)
- I Robot (1977)
- Pyramid (1978)
- Eve (1979)
- The Turn of a Friendly Card (1980)
- Eye in the Sky (1982)
- Ammonia Avenue (1983)
- Vulture Culture (1984)
- Stereotomy (1985)
- Gaudi (1987)

## Egyéb kiadványok
Válogatáslemezek
- The Best of the Alan Parsons Project (1983)
- The Best of the Alan Parsons Project, Vol. 2 (1987)
- The Instrumental Works (1988)
- The Definitive Collection (1997)
- The Essential Alan Parsons Project (2007)